# Rebel Heart (The Corrs)
Rebel Heart è un brano musicale del gruppo di folk/rock/pop irlandese The Corrs, inserito nel loro terzo album In Blue. È un brano strumentale con una influenza celtica con violino, bodhrán e tin whistle.
In particolare è stato scritto da Sharon Corr, e infatti fu commissionato dalla miniserie della BBC Rebel Heart, e poi The Corrs hanno voluto inserire il brano del disco. È stata nominata nel 2001 ai Grammy Award come "Miglior brano pop strumentale". Come riportato nel sito ufficiale di The Corrs, Sharon ha detto:
"Ho scritto a Malibu al pianoforte, mentre stavamo registrando "Talk on Corners". È stato parcheggiato a lungo, e poi la BBC era alla ricerca di musica per il suo grande gioco sul "Easter Rising" (Revoluzione di Pasqua). Il brano era una melodía molto irlandese ed era naturale aggiungere il tin whistle e qui altri strumenti tradizionali irlandesi".